# سامرویل ژورنال
سامرویل ژورنال یک روزنامه هفتگی بود که از سال ۱۸۷۰ تا ۲۰۲۲ در سامرویل، ماساچوست منتشر می‌شد.

## تاریخ نخست
نخستین شماره ژورنال سامرویل در تاریخ ۸ دسامبر ۱۸۷۰ توسط دبلیو ای گریناف و شرکت منتشر شد که به دلیل نشر لیست‌های راهنما مشهور می‌باشد. در طول چند سال بعد، روزنامه چندین بار ریاست خود را تغییر داد، صاحب‌های نخستین شامل راسل اچ. کانول، ساکن سامرویل، و جان آ. کامینگز، شهردار بعدی شهر. درتاریخ ۲۰ اکتبر ۱۸۷۶، این روزنامه زیر نظر شرکت سامرویل ژورنال، تحت ریاست جو هیدن واقع شد. هیدن سپس رئیس دو بانک سامرویل و خزانه‌دار شهرستان میدلسکس شد. با تغییر مالکیت، کاغذی که قبلاً در بوستون چاپ شده بود، ابتدا در دفتری در طبقه سوم ساختمان هیل در یونیون اسکوئر و سپس در ژوئیه ۱۸۹۴ در سامرویل ژورنال چاپ شد. ساختمان، برای این منظور ساخته شده‌است. مجلات دیگری که در ساختمان سامرویل ژورنال چاپ می‌شوند عبارتند از ژورنال آموزش، معلم ابتدایی آمریکایی و نویسنده. یکی از بنیانگذارهای نویسنده، ویلیام هنری هیلز، در سال ۱۸۹۰ به شرکت سامرویل ژورنال علاقه‌مند بود و در سال ۱۸۹۵ به نام سردبیر مجله و رئیس شرکت گزارش شد.
ستون «مدادها» مجله با منتشر نمودن گزیده‌هایی در روزنامه‌های کل کشور دلربا شد. توسط جورج راسل جکسون، سردبیر مجله، آغاز گردید، برای یک سال توسط سی اچ هویت ادامه یافت، و بعدها، از تاریخ ژانویه ۱۸۸۵، توسط حلس. دیگر افراد تأثیرگذار مرتبط با مجله عبارتند از لئون ام. کانول، شهردار بعدی سامرویل، و باربارا گالپین، یکی از نخستین زنان در تجارت نشر در ماساچوست شد.
روزنامه رقیب، سامرویل سیتیزن، در سال ۱۸۸۸، ابتدا در ساختمان استیکنی در خیابان پرل آغاز به کار نمود و سپس به میدان گیلمن منتقل گردید. در سال ۱۹۰۱ با سامرویل ژورنال متحد شد.

## مجله مدرن
در دهه ۱۹۸۰ ، سامرویل ژورنال توسط شرکت انتشارات دول، ناشر کمبریج کرونیکل ، خریداری شد. زمانی که دوله توسط سرمایه گذاری های فیدلیتی در سال ۱۹۹۱ خریداری گردید، به شرکت روزنامه بای استاته تبدیل شد که به وقت خود در سال ۱۹۹۶ به شرکت روزنامه جامعه ادغام گردید. این توسط فیدلیتی در سال ۲۰۰۱ به بوستون هرالد  فروخته شد که در سال ۲۰۰۶ آن را به گیت‌هاوس‌ مدیا فروخت. در طول مالکیت گیت هاوس، مقالات سی ان سی پیشین ، نام تجاری فعلی "ویکد لوکال" را به خود اختصاص دادند. در سال ۲۰۱۹ گیت هاوس با گانیت ، گسترده ترین ناشر روزنامه در ایالات متحده ادغام گردید. در تاریخ مارس ۲۰۲۲ گانت اعلام نمود که قصد دارد بسیاری از دارایی های ماساچوست را ادغام یا متوقف کند، از جمله سامرویل ژورنال ، که در تاریخ ۱۲ می ۲۰۲۲ با متن مدفورد ادغام شد تا رونوشت و ژورنال را ایجاد کند.
ویراستاران بعدی همانند:
- جورج دانلی، ۱۹۸۷ تا ۱۹۹۱ [۸]
- کاتلین پاورز، ۲۰۰۰ تا ۲۰۰۹
- دبرا فیلکمن، ۲۰۰۹ تا ۲۰۱۱ [۹]
- جیلیان فنیمور، ۲۰۱۱ تا ۲۰۱۲
- ارین تیرنان، ۲۰۱۶ تا ۲۰۱۷
- کاترین باولر، ۲۰۱۷ تا ۲۰۱۸
- جولیا تالیسین، ۲۰۱۸ تا ۲۰۲۱

حداقل تا سال ۲۰۱۸ ، سردبیر جولیا تالیسین به شکل همزمان تنها گزارشگر پیاپی روزنامه بود.

## نگارخانه

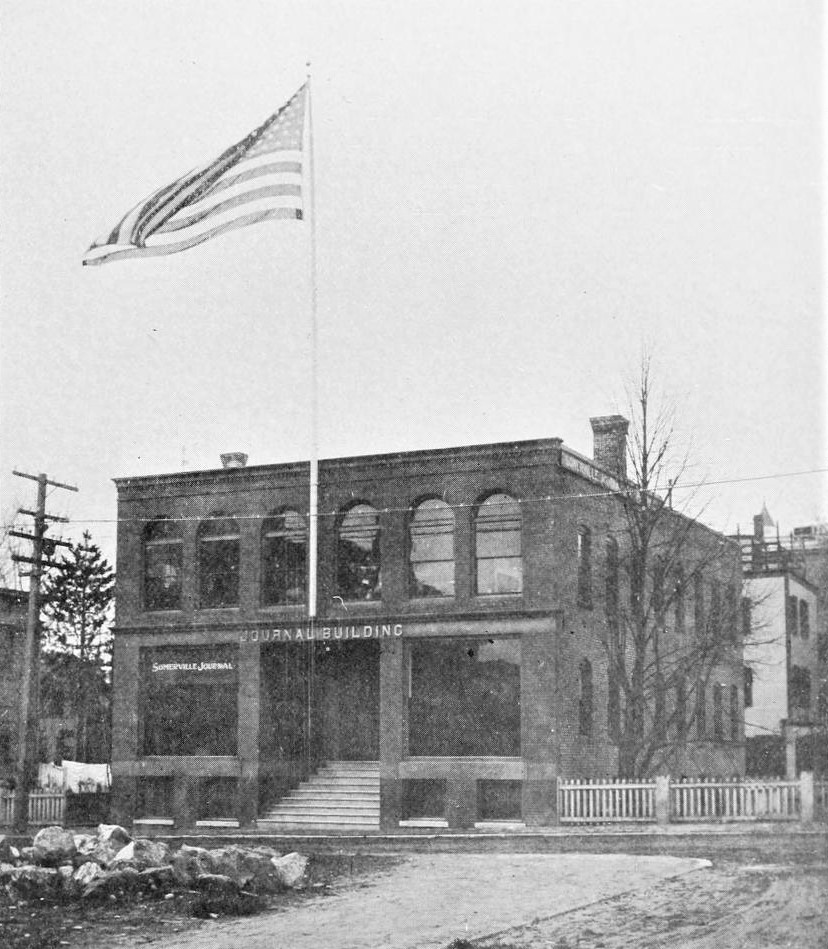
ساختمان سامرویل ژورنال، در حدود ۱۸۹۷
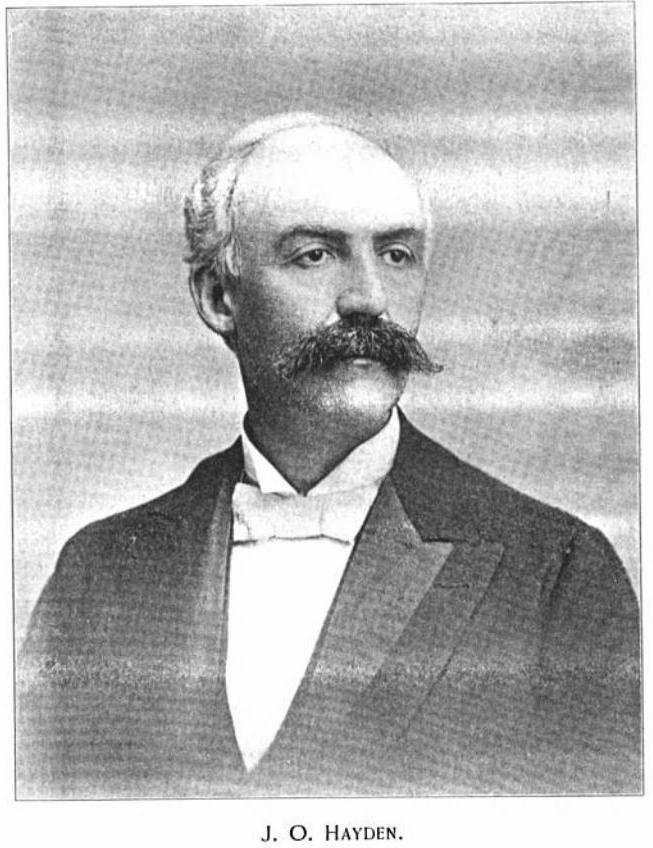
جو هیدن، ناشر سامرویل ژورنال در حدود ۱۸۹۷